# Bearna
Bearna (irisch und offiziell, anglisiert Barna) ist eine Ortschaft im Südwesten des Connacht im County Galway in der Republik Irland.
Beim Census 2022 lebten in Bearna 2336 Menschen. Um 25 % sprechen dabei die irische Sprache als Muttersprache. Der Sprachbereich westlich von Galway wird als Cois Fharraige bezeichnet. In Bearna befindet sich der Firmensitz von Tuairisc.ie, einer irischsprachigen Online-Zeitung.

## Lage
Der Küsten- und Fischerort Bearna liegt etwa acht Kilometer westlich von Galway an der Galway Bay. Durch die Siedlung führt die R336 von Galway nach Leenaun am Killary Harbour. Geplant ist, die N6 an Bearna vorbeizuführen.

## Sehenswürdigkeiten
- das 1857 errichtete Lynch Mausoleum

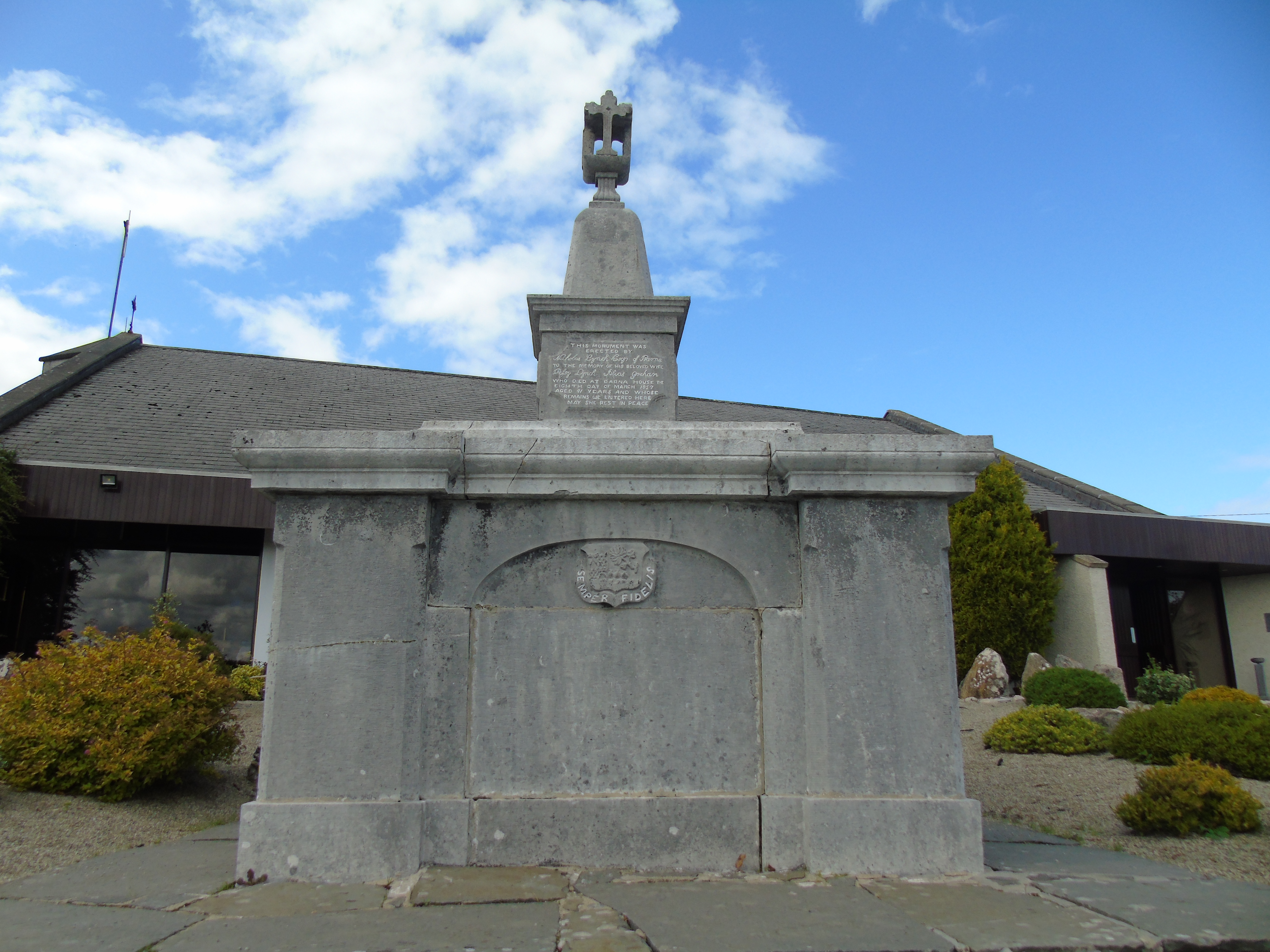
Lynch Mausoleum
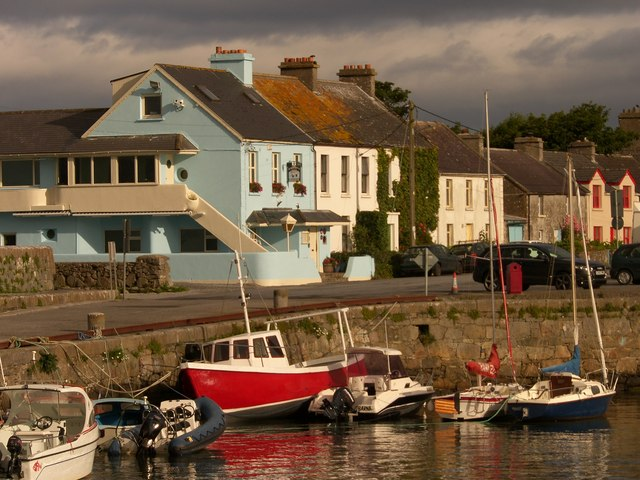
Bearna Pier
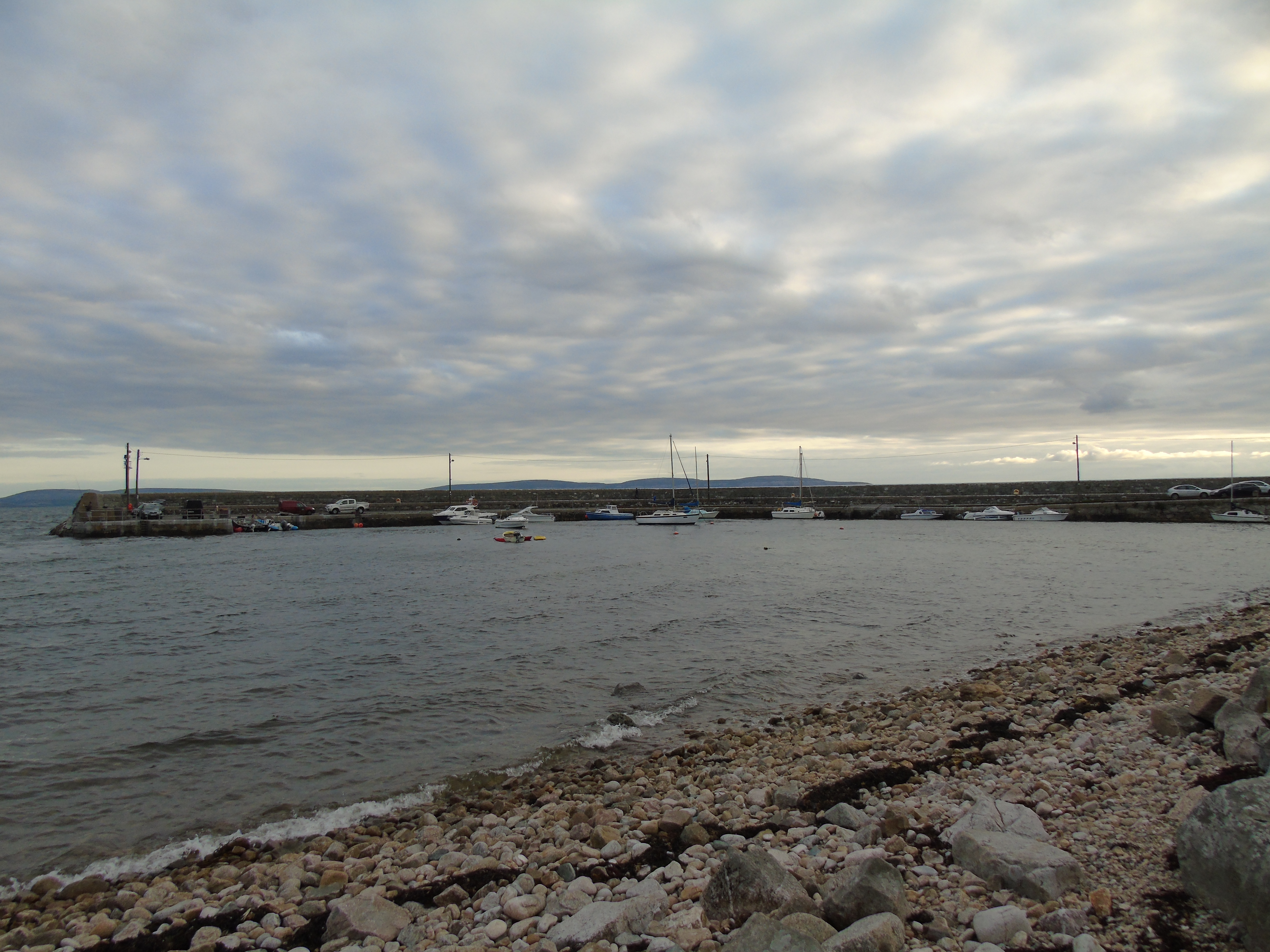
Bearna Kai

## Partnerschaften
Bearna pflegt eine Partnerschaft mit der französischen Ortschaft Esquibien, einem Ortsteil der bretonischen Gemeinde Audierne.

## Söhne und Töchter der Stadt
- Cormac Folan (* 1983), Ruderer, Teilnehmer an den Olympischen Sommerspielen 2008
- Dora Gorman (* 1993), Fußballspielerin